# كلود الكسندر دي بونيفال
كلود ألكسندر (كونت دي بونيفال) (بالفرنسية: Claude Alexandre, Count of Bonneval
)‏ (14 يوليو 1675م - 23 مارس 1747م)، أو الكونت دو بونيفال پاشا أو "خمبرەجى أحمد باشا" كما سمى نفسه بعد اعتناقه الإسلام والتحاقه بوحدة قاذفي القنابل (فيلق الخُمبارجية)، وُلِد في 14 يوليو/تموز 1675م، في مدينة كوساي (Coussae) في مقاطعة ليموزان في فرنسا، لعائلة نبيلة. التحق بالبحرية الفرنسية في شبابه كضابط مدفعية وقاتل إلى جانب الفرنسيين خلال حرب السنوات التسع (1689م-1697م).
اكتسب شهرة في حرب الخلافة الإسبانية وبعد خلافه تجاه وزير الحرب تمت محاكمته عسكريًا في فرنسا عام 1704م، وصدر بحقه حكم بالإعدام، لكنه نجا بالفرار إلى النمسا، والتحق بجيش الأمير يوجين السافوي (بالفرنسية: Eugène de Savoie-Carignan
)‏ وقاتل ضد فرنسا ثم ضد الدولة العثمانية،  ثم أرسله  الأمير يوجين إلى هولندا فنشب خلاف بينه وبين نائب حاكم الأمير يوجين في هولندا، الذي رد على تحديه بوضعه في السجن ومحاكمته وحُكم عليه بالإعدام، إلا أن الإمبراطور خفف العقوبة إلى السجن لمدة عام واحد والنفي.
بعد أن تدهورت علاقته مع الأمير يوجين السافوي بسبب خلافات سياسية وعسكرية، لجأ الكونت دي بونيفال إلى الدولة العثمانية. فبعد أن أُفرج عنه، عرض بونيفال خدماته على الحكومة العثمانية للعمل في خدمة جيش الدولة العثمانية، واعتنق الإسلام واتخذ اسم "أحمد". أنعم عليه السلطان أحمد الثالث رتبة پاشا، وعُيّن لتنظيم وقيادة إدارة المدفعية في الجيش العثماني. وساهم في هزيمة النمسا في معركة نيش، مما أدى إلى إنهاء الحرب النمساوية-العثمانية بمعاهدة بلغراد عام 1739م، التي فقدت بموجبها النمسا "شمال صربيا" بما في ذلك بلغراد، إضافة إلى "الأفلاق الصغرى" وأراضٍ في شمال البوسنة.
توفي في إسطنبول في مارس 1747 بسبب نوبة نقرس.

## اللقب

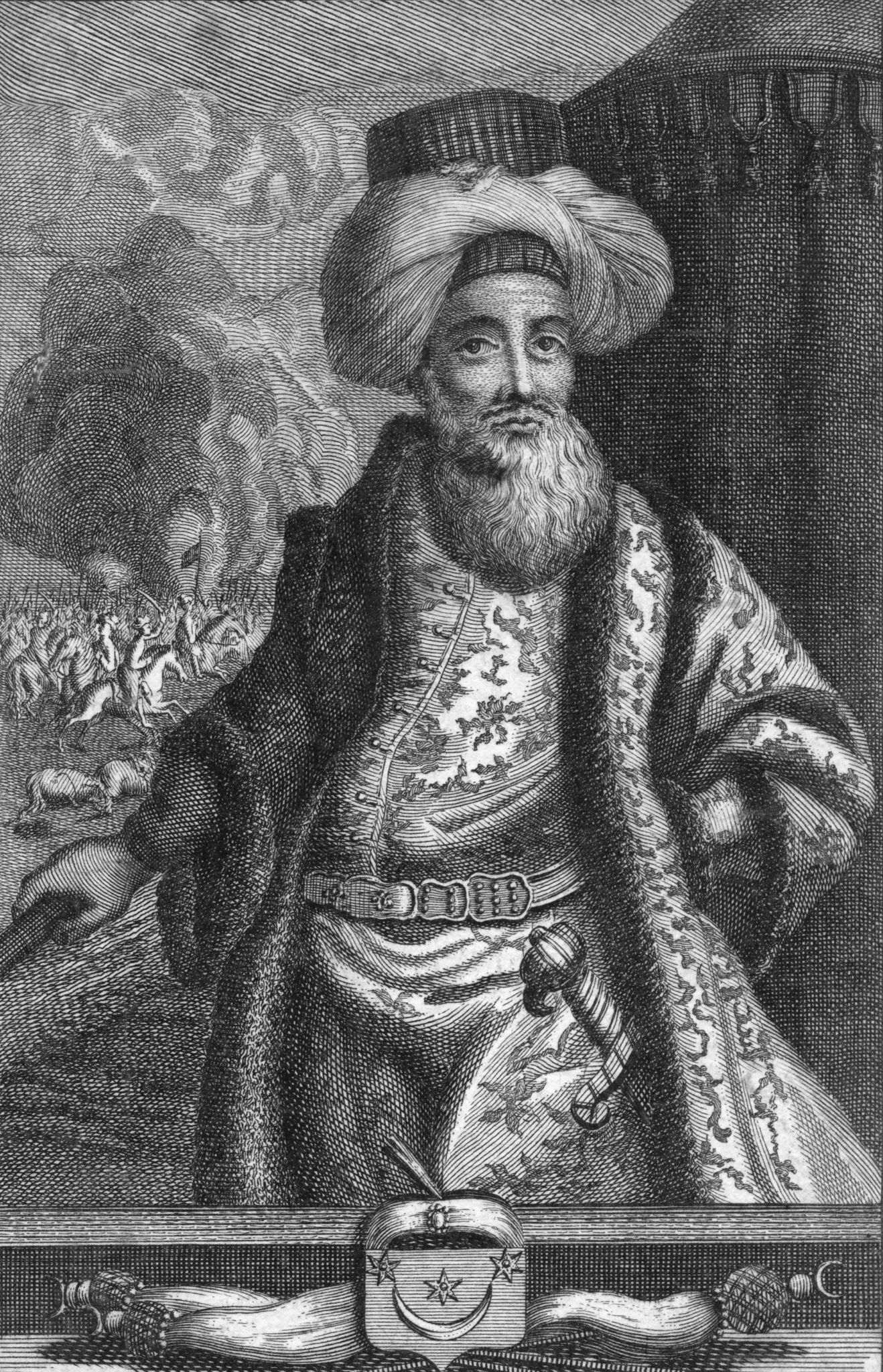
خمبرەجي أحمد باشا (كلود الكسندر دو بونيفال سابقا) أو الكونت دو بونيفال پاشا.

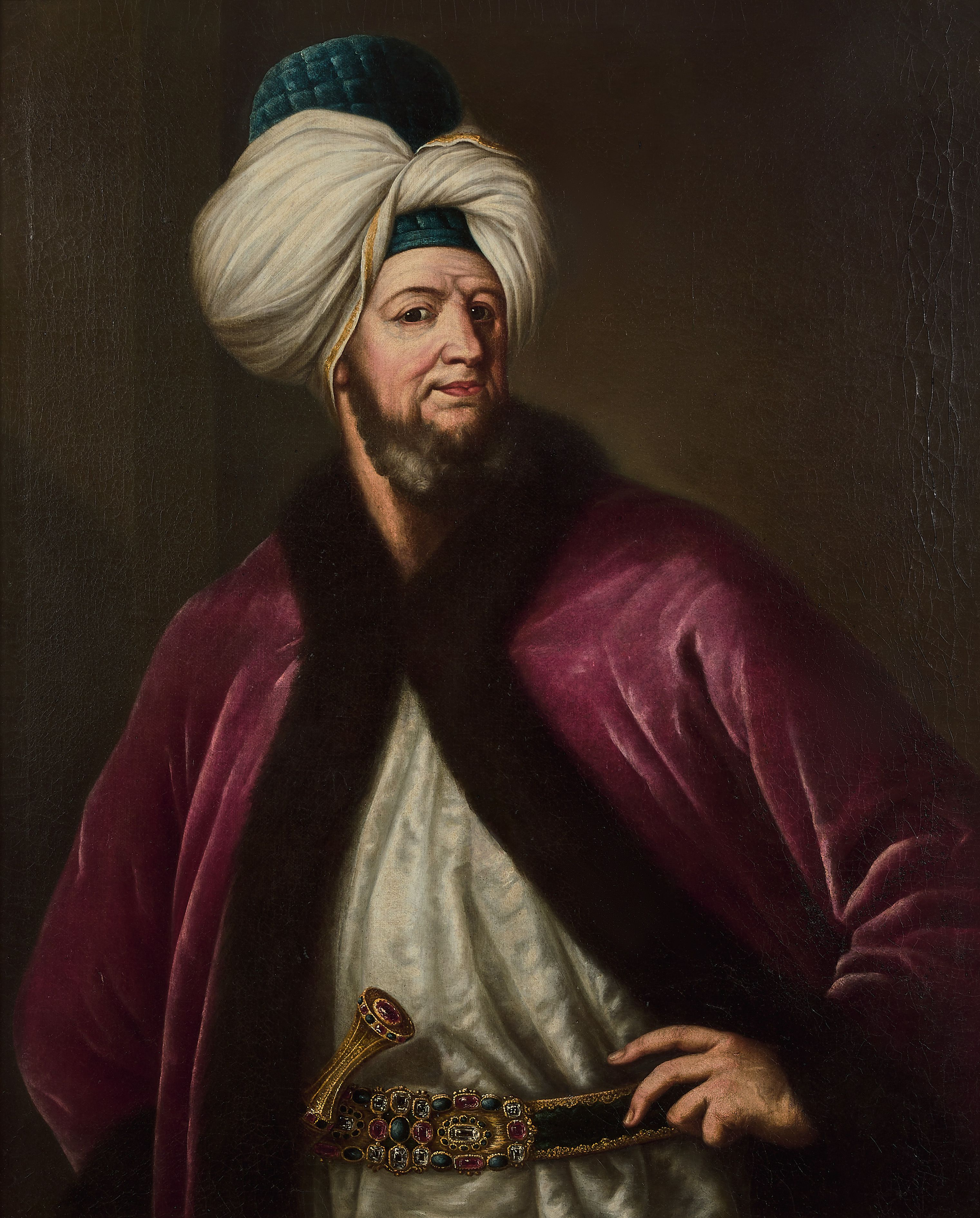
خمبرەجي أحمد باشا (كلود الكسندر دو بونيفال سابقا) أو الكونت دو بونيفال پاشا.

خمبره (بالتركية: Humbara)‏ (بالإنجليزية: Bomb-shell)‏ باللغة التركية العثمانية تعني "قذيفة مدفعية" أو "قنبلة يدوية".
خمبرەجى (بالتركية: Humbaracı)‏(بالإنجليزية: Bombardier)‏ هو "رامي القنابل" أو "المدفعجي"، وهم الجنود المتخصصون في إطلاق القذائف أو القنابل المدفعية في الجيوش العثمانية، وهم من وحدة الخُمبارجية، التي كانت متخصصة في استخدام المدافع والقنابل اليدوية.

## حياته

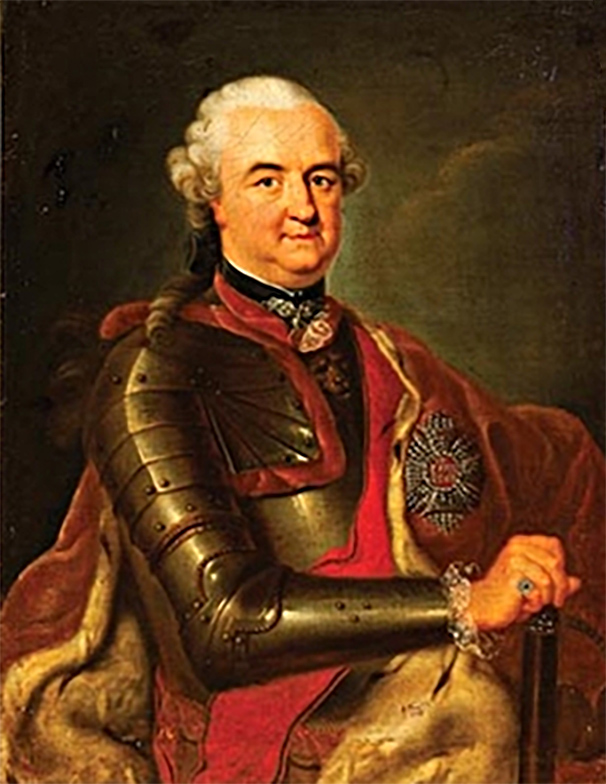
خمبرەجي أحمد باشا (كلود الكسندر دو بونيفال سابقا) أو الكونت دو بونيفال پاشا، في الجيش الفرنسي.

انضم بونيفال إلى  سلاح مشاة البحرية الملكية الفرنسية في شبابه في سن الثالثة عشرة، وقاتل إلى جانب الفرنسيين خلال حرب السنوات التسع (1689م-1697م)  حيث أظهر شجاعة لا تقهر وقدرة عسكرية كبيرة وترقى حتى وصل إلى قيادة أحد الأفواج.
بعد نهاية حرب السنوات التسع، انتقل بونيفال إلى القوات البرية الفرنسية وظل يخدم في الجيش الفرنسي في بدايات حرب الخلافة الإسبانية (1701م-1714م) وبرز كضابط مدفعية يقاتل في وحدات المشاة الفرنسية خلال هذه الفترة.
ورغم نبوغه العسكري، أدى سلوكه المتعجرف تجاه وزير الحرب إلى محاكمته عسكريًا عام 1704م، حيث صدر بحقه حكم بالإعدام، لكنه نجا بالفرار إلى ألمانيا.

## خدمته في النمسا
بفضل نفوذ الأمير يوجين السافوي، حصل على رتبة جنرال في الجيش النمساوي، وقاتل بشجاعة وبراعة كبيرة ضد فرنسا ثم لاحقًا ضد الدولة العثمانية.
شارك في معركة مالبلاكيت عام 1709م وتعرض لإصابة خطيرة في معركة بتروفارادين 1716م. ثم أُوقفت الإجراءات القضائية ضده في فرنسا، مما سمح له بزيارة باريس حيث تزوج جوديث شارلوت (بالفرنسية: Judith-Charlotte
)‏، ابنة شارل أرمان دوق بيرون (بالفرنسية: Charles-Armand de Gontaut-Biron
)‏.
وبعد فترة وجيزة، عاد إلى الجيش النمساوي وشارك بتميز في حصار بلغراد عام 1717م التي نجحت فيها القوات النمساوية بقيادة يوجين السافوي في الاستيلاء على مدينة بلغراد ذات الأهمية الاستراتيجية من الدولة العثمانية.

## تجريده من رتبته في النمسا

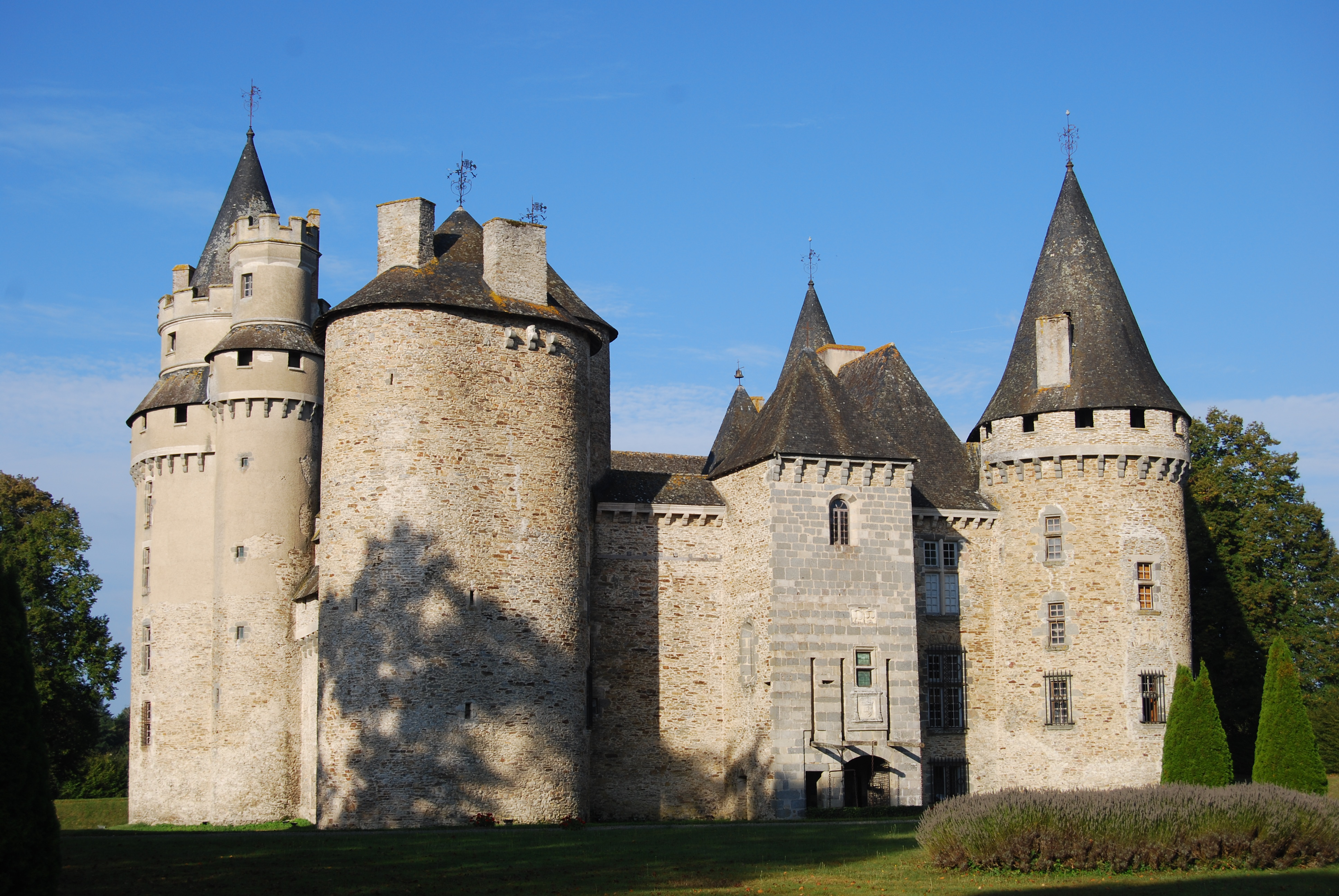
قصر دو بونيفال مسقط رأس كلود ألكسندر دو بونيفال.

كان من الممكن أن يرتقي إلى أعلى الرتب، لولا أنه تسبب في إزعاج الأمير يوجين السافوي، الذي أرسله كقائد للمدفعية إلى البلدان المنخفضة (هولندا)، أدى مزاجه العنيف هناك إلى نشوب خلاف بينه وبين المركيز دي پرييه (بالفرنسية: Marquis de Prié
)‏، نائب حاكم الأمير يوجين في هولندا، الذي رد على تحديه بوضعه في السجن.
فخضع لمحاكمة عسكرية مرة أخرى وصدر بحقه حكم بالإعدام، إلا أن الإمبراطور خفف العقوبة إلى السجن لمدة عام واحد والنفي.
أُعيد بونيفال إلى فيينا، حيث جُرد من رتبته وألقابه وأوسمته، ثم نُفي إلى البندقية.

## خدمته في الدولة العثمانية
بعد فترة وجيزة من إطلاق سراحه، عرض بونيفال خدماته على الحكومة العثمانية عام 1730م.
كان بونيفال، البالغ من العمر 54 عامًا، يمتلك خبرات واسعة في تنظيم الجيوش الأوروبية، التشكيلات التكتيكية، وخاصة الجيش والدبلوماسية النمساوية، وهي المهارات التي كانت محل تقدير السلطان أحمد الثالث والصدر الأعظم: الداماد إبراهيم باشا النوشهري اللذين دعواه للقدوم إلى إسطنبول.
ومع ذلك، تسبب التمرد الذي اندلع عام 1730م، نتيجة الحروب الطويلة وما تبعها من تضخم وأزمات اقتصادية، في وصوله متأخرا. فبعد وصوله إلى سراييفو عبر راغوزا، تأخر وصول بونيفال إلى إسطنبول لمدة تقارب العام بسبب هذه الأحداث، وتلقى أوامر بالبقاء في غومولجينه (بالتركية: Gümülcine)‏.
خلال هذه الفترة، اعتنق الإسلام واتخذ اسم "أحمد"، وأصبح معارضًا شديدًا لآل هابسبورغ بسبب ما مر به من تجارب.
في إسطنبول، التقى بونيفال بالشاب جاكومو كازانوفا، الذي كان آنذاك ضابطًا في البحرية البندقية حيث كان متمركزًا. كما أصبح صديقًا مقربًا من الملا المحترم إسماعيل باشا العظم.
قدّم خدمات خمبرەجى أحمد باشا قيّمة للسلطان في حربه ضد روسيا وضد نادر شاه. وكافأه السلطان بتعيينه واليًا على جزيرة خيوس، لكنه سرعان ما أثار شكوك الدولة العثمانية، فنُفي لفترة إلى سواحل البحر الأسود.

## فيلق الخمبرجية
تأسس فيلق الخمبرجية في القرن السادس عشر في الدولة العثمانيةعلى يد ضابط مدفعية عثماني يُدعى مصطفى الذي أنشأ أول مسبك لصب قنابل البرونز (الخُمبره) لتعزيز قوة النيران لدى وحدات المشاة المتنقلة.
وفي عام 1729م، انضم الكونت كلود الكسندر دي بونيفال، المعروف بعد إسلامه بـ"أحمد باشا الخمبرەجى"، إلى الدولة العثمانية وساهم في تطوير وتنظيم الفرقة.
وفي عام 1783م، قام الصدر الأعظم خليل حميد باشا بإدخال تعديلات جديدة على نظام الخُمبارجية، تلاها في عام 1792م إصدار لائحة زادت من صلاحياتهم. بفضل جهود أحمد باشا الخمبرەجى، أصبح فيلق الخمبرجية من أكثر الوحدات انضباطًا وتنظيمًا في الجيش العثماني.
قام أحمد باشا الخمبرەجى بتدريس أساليب التدريب الجديدة على النمط الغربي واستراتيجيات الحرب لقوات مختارة في ثكنات خُمبرەجي التي أنشئت في قصر أيازما (بالتركية: Ayazma Sarayı)‏ بأسكدار.

## المنفى
على الرغم من أن مهمته الرئيسية كانت تنظيم وتنظيم فيلق الخُمبارجية، فقد كان مكلفًا أيضًا بالعلاقات الخارجية للدولة. حارب ضد النمسا مع محمد باشا يكن في حملة 1736م. فقد أحمد باشا مكانته بعد عودته من الحملة، وتم نفيه إلى قسطمونة (1738م).

## وفاته
توفي في اسطنبول سنة 1747م  بسبب نوبة نقرس. بعد وفاته، تم إغلاق مدرسة الهندسة العسكرية التي أسسها بسبب معارضة الإنكشارية المحافظين، على الرغم من أن ابنه المتبنى، ميلانولو سليمان آغا (بالتركية: Milanolu Süleyman Ağa)‏، استمر في تنظيم الفيلق. 
دُفن في مقبرة باحة نزل غلاطة المولوية (بالتركية: Galata Mevlevihanesi)‏.

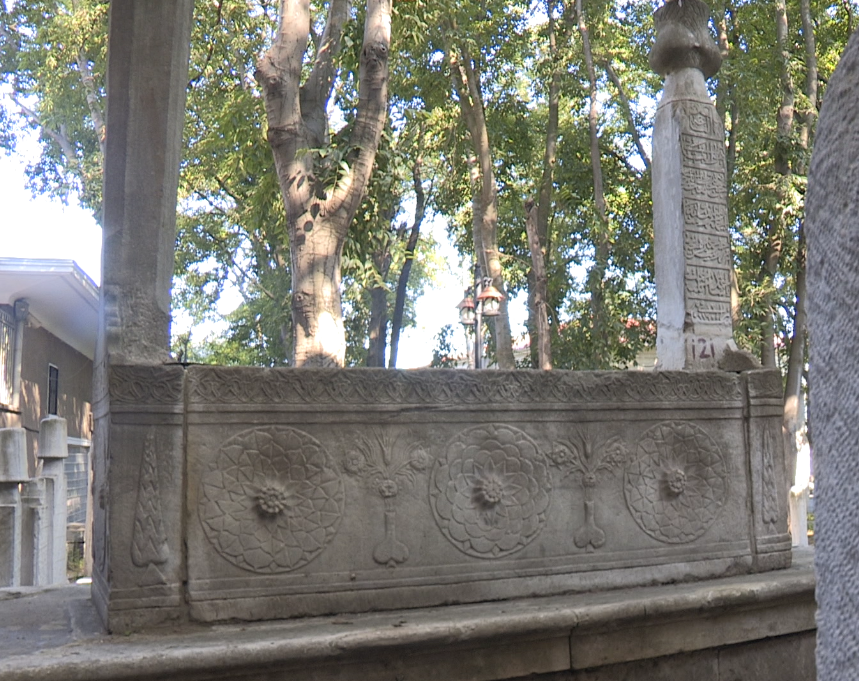
قبر خمبرەجي أحمد باشا (الكونت دو بونيفال پاشا).